# Guillaume Perret (photographe)
Pour l’article homonyme, voir Guillaume Perret.
Guillaume Perret est un reporter-photographe et portraitiste suisse né le 25 décembre 1973 à Couvet dans le canton de Neuchâtel.
Il est nommé photographe suisse de l’année en 2018 par le Swiss Press Photo Award.

## Biographie
Guillaume Perret naît en décembre 1973 à Couvet dans le canton de Neuchâtel. 
Il a été maçon avant de reprendre des études pour devenir enseignant. Il enseigne la culture générale à des apprentis dans un centre professionnel des métiers du bâtiment, avant de se consacrer entièrement à la photographie en autodidacte. 
Il travaille depuis 2005 pour la presse ainsi que pour des entreprises de sa région et quitte définitivement son poste d’enseignant en 2008 pour se consacrer entièrement à la photo en tant qu’indépendant.
Il est membre-fondateur en 2015 l’agence photographique Lundi13. Il réalise ses séries avec un appareil photographique moyen-format Rolleicord. 
Guillaume Perret est nommé photographe suisse de l’année en 2018 par le Swiss Press Photo Award.

## Publications
- Amour, Act éditions, 2019[7]

- Antoine Jaccoud, Au K2 ! : Portrait de Guillaume Perret, Lausanne, art&fiction, coll. « Portraits », 2025, 96 p. (ISBN 978-2-88964-082-9)

## Expositions
Liste non exhaustive
- 2019 : Amour, espace Schilling, Neuchâtel[7]
- 2019 : Amour, Guillaume Perret, Galerie Focale, Nyon[3]
- 2019 : La bataille de l’imaginaire, Château de Nyon[8]

## Prix et récompenses
- 2018 : Swiss Press Photo Award 1re place catégorie « Portrait » pour sa série « Daniela - la traversée du cancer »[9]
- 2018 : « Photographe suisse de l’année » Swiss Press Photo Awards pour sa série « Daniela - la traversée du cancer »[5],[1]